# GM 54° V6-Motor
Der 54° V6-Motor ist eine Entwicklung von GM aus den frühen 1990er Jahren. Im Lastenheft stand ein leichter Ottomotor, der die bis dahin verwendeten Reihensechszylinder ersetzen sollte. Darüber hinaus sollte er so kompakt sein, dass er außer in den bekannten hinterradgetriebenen Fahrzeugen auch bei solchen mit Frontantrieb eingesetzt werden konnte.
Resultat der Entwicklung war ein V6 mit ungewöhnlich kleinem Bankwinkel von nur 54° anstelle der üblichen 60°. Dies macht ihn zu einem sehr kompakten Triebwerk.

## Technische Basisdaten
- 54° V6 (statt der üblichen 60°) für besonders kompakte Bauweise
- Aluminium-Zylinderköpfe mit jeweils zwei obenliegenden Nockenwellen (DOHC), durch einen Zahnriemen angesteuert
- vier Ventile pro Zylinder
- Wärmetauscher zwischen den Zylinderköpfen zur Regelung der Motoröltemperatur über das Kühlwasser
- Bosch Zündmodule (DIS) und Zündkerzen
- Bosch Motronic M2 8.X inkl. individueller Klopfsensorik für jede Bank
- gleicher Zylinderwinkel und -Abstand auch bei verschiedenen Hubraumstufen
- Sekundärlufteinblasung (außer frühe Modelle, siehe nachstehende Tabelle)
- mittels unterdruck-gesteuerten Klappen in der Ansaugweglänge verstellbarer Ansaugtrakt (Multiram) zur Optimierung des Drehmomentverlaufs (außer frühe Modelle, siehe nachstehende Tabelle)

Das Triebwerk wurde bis 2005 in Ellesmere Port gefertigt.

## Ausbaustufen

### L81
Der L81 wurde zunächst als 2,5 V6 1993 in Opel Vectra A und Calibra eingeführt. Schon bald folgte eine überarbeitete Variante mit Sekundärlufteinblasung und Multiram, ergänzt um eine weitere Ausbaustufe mit 3,0 Liter Hubraum im Opel Omega B1. Ihn gab es in einer MV6 genannten Ausstattungsvariante in Anlehnung an den verwendeten Multiram V6.

Der L81 wurde über seine lange Bauzeit immer weiter verbessert. So wurden zum Modelljahr 1998 die Ölpumpe überarbeitet, Ölkanäle im Zylinderkopf vergrößert und der Ventiltrieb modifiziert. Ein Jahr später wurde schließlich noch der Ölfilter geändert und bekam ein Papierelement.

### LA3
Der LA3 war die grundlegend überarbeitete Version des L81. Seine Produktion begann im Juli 2001. Folgende Neuerungen hielten Einzug:
- Reduktion des Verdichtungsverhältnisses auf 10:1
- Einbau von Vor-Katalysatoren mit vier Lambdasonden statt Sekundärlufteinblasung
- elektronisches Gaspedal
- Hubraumerweiterung von 2,5 auf 2,6 und von 3,0 auf 3,2 Liter durch Vergrößern der Bohrung und – nur beim 3,2-Liter-Motor – andere Kurbelwelle.

## Einsatzgebiet
Die ersten 54° V6 wurden in Europa 1993 im Opel Vectra und Calibra eingebaut. Später folgten Opel Omega B und Opel Signum. Aber auch bei anderen Konzernmarken wurde das Triebwerk verwendet, so bei Cadillac, Chevrolet, Holden, Saab oder Saturn.
| Marke    | Modell       | Motorkennung | Opel-Motorcode | Hubraum in [cm³] | Leistung [PS] bei 1/min | Drehmoment [Nm] bei 1/min | Bauzeitraum | Abgasnorm | Besonderheiten                                            |
| -------- | ------------ | ------------ | -------------- | ---------------- | ----------------------- | ------------------------- | ----------- | --------- | --------------------------------------------------------- |
| Opel     | Omega B1     | L81          | X25XE          | 2.498            | 170 @ 6.000             | 227 @ 3.200               | 1994–1998   | D3        |                                                           |
| Opel     | Omega B1/B2  | L81          | X25XE          | 2.498            | 170 @ 6.000             | 227 @ 3.200               | 1998–2001   | D3        | Überarbeitung zum Modelljahr 1998                         |
| Opel     | Vectra B1/B2 | L81          | X25XE          | 2.498            | 170 @ 5.800             | 230 @ 3.200               | 1998–2000   | D4        | Überarbeitung zum Modelljahr 1998                         |
| Opel     | Vectra B1/B2 | L81          | X25XEI         | 2.498            | 195 @ 6.500             | 240 @ 3.500               | 1998–2000   | D3        | Leistungsgesteigert von Irmscher Verkaufsbezeichnung i500 |
| Opel     | Vectra B1    | L81          | X30XEI         | 2.962            | 220 @ 6.200             | 300 @ 3.600               | 1998–1998   | D3        | Leistungsgesteigert von Irmscher Verkaufsbezeichnung i30  |
| Opel     | Omega B1     | L81          | X30XE          | 2.962            | 211 @ 6.000             | 270 @ 3.600               | 1994–1998   | D3        |                                                           |
| Opel     | Omega B1/B2  | L81          | X30XE          | 2.962            | 211 @ 6.000             | 270 @ 3.400               | 1998–2001   | D3        | Überarbeitung zum Modelljahr 1998                         |
| Cadillac | Catera       | L81          | -              | 2.962            | 204 @ 6.000             | 260 @ 3.600               | 1996–2001   | -         | Gegenüber dem X30XE reduzierte Verdichtung auf 10:1       |
| Opel     | Omega B2     | LA3          | Y26SE          | 2.597            | 180 @ 6.000             | 240 @ 3.400               | 2001–2003   | Euro 3    |                                                           |
| Opel     | Omega B2     | LA3          | Y32SE          | 3.175            | 218 @ 6.000             | 290 @ 3.400               | 2001–2003   | Euro 3    |                                                           |
| Cadillac | CTS 1        | LA3          | -              | 3.175            | 220 @ 6.000             | 296 @ 3.400               | 2002–2004   | Euro 3    |                                                           |
| Opel     | Vectra C1    | LA3          | Z32SE          | 3.175            | 211 @ 6.200             | 300 @ 4.000               | 2002–2005   | Euro 4    |                                                           |
| Opel     | Signum 1     | LA3          | Z32SE          | 3.175            | 211 @ 6.200             | 300 @ 4.000               | 2003–2005   | Euro 4    |                                                           |
| Opel     | Vectra C1    | LA3          | -              | 3.175            | 302 @ 5.800             | 370 @ 4.800               | 2004–2005   | Euro 3    | Leistungsgesteigert von Irmscher Verkaufsbezeichnung i35  |
| Opel     | Signum 1     | LA3          | -              | 3.175            | 302 @ 5.800             | 370 @ 4.800               | 2004–2005   | Euro 3    | Leistungsgesteigert von Irmscher Verkaufsbezeichnung i35  |

## Leistungssteigerung

### Ab Werk
Die Firma Irmscher hat für den 54° V6 zahlreiche Leistungssteigerungen angeboten, die zum Großteil auch ab Werk verfügbar waren. Darüber hinaus gab es auch von Opel direkt umgebaute Fahrzeuge (Opel Special Vehicles), vornehmlich für die Polizei.
- Irmscher
  - Vectra B1 / B2 i500
    - L81 mit 2,5 V6
    - Leistungsgesteigert durch Sport-Nockenwellen, Endschalldämpfer und Steuergeräteoptimierung

  - Vectra B1 / B2 i30
    - L81 mit 3,0 V6
    - Leistungsgesteigert durch Sport-Nockenwellen, Endschalldämpfer und Steuergeräteoptimierung
    - Verbau eines besonders abgestuften Getriebes zum Erhalt der Abgasnorm
    - Sportkupplung

  - Vectra B2 is3
    - L81 mit 3,0 V6
    - Leistungsgesteigert durch Sport-Nockenwellen, Endschalldämpfer und Steuergeräteoptimierung

  - Vectra C1 i500 / Signum I i500
    - LA3 mit 3,2 V6
    - Leistungsgesteigert durch Fächerkrümmer und kurzer Ansaugrüssel vom 2,2 DTI

  - Vectra C1 i35 / Signum I i35
    - LA3 mit 3,2 V6
    - Leistungsgesteigert durch Kompressor, Fächerkrümmer, Chiptuning und Auspuff
    - Listenpreis der Option ab Werk 18.900,- €
- OSV

### Zubehör
Auch hier gab es vielfältige Möglichkeiten. Sei es durch klassisches Motortuning wie Fächerkrümmer, Nockenwellen u. v. m. oder aber durch Aufladung.